# Almost Independence Day
"Almost Independence Day" es una canción del músico norirlandés Van Morrison publicada en el álbum de 1972 Saint Dominic's Preview.
En una entrevista de 1984, Morrison comentó que tomó una pista para el primer verso del siguiente incidente:

Cogí el teléfono y el operador dijo: "Tienes una llamada telefónica desde Oregón. Es fulano de tal". Era un tipo del grupo Them. Y luego no había nadie al otro lado. De modo que empecé a escribir: "Puedo oírles hablar desde Oregón". Es de donde salió.

La canción está compuesta a modo de monólogo interior y fue grabada en directo excepto en la parte de sintetizador moog, tocado por Bernie Krause. Morrison comentó que "había preguntado a Krause para hacer esto de Chinatown y luego vino con la parte alta porque estaba pensando en dragones y fuegos artificiales".

## Personal
- Van Morrison: guitarra de doce cuerdas y voz
- Lee Charlton: batería
- Ron Elliot: guitarra acústica
- Bernie Krause: sintetizador moog
- Mark Naftalin: piano y sintetizador moog
- Leroy Vinnegar: bajo